# Equitazione ai Giochi della II Olimpiade - Salto in lungo
Il concorso di salto in lungo ai Giochi della II Olimpiade fu disputato il 29 maggio 1900 in Place de Breteuil a Parigi.

## Classifica finale
| Pos. | Nome                               | Cavallo       | Risultato   |
| ---- | ---------------------------------- | ------------- | ----------- |
| 1    | Constant van Langhendonck          | Extra-Dry     | 6,10 metri  |
| 2    | Gian Giorgio Trissino              | Oreste        | 5,70 metri  |
| 3    | Camille de La Forgue de Bellegarde | Tolla         | 5,30 metri  |
| 4    | Louis Napoléon Murat               | Bayard        | 4,90 metri  |
| 5    | Uberto Visconti di Modrone         | Jupe-en-l'Air | Sconosciuto |
| 6    | Hermann John Mandl                 | Sconosciuto   | Sconosciuto |
| 7    | Henri Plocque                      | Camelia       | Sconosciuto |
| 8    | van der Meulen                     | Sconosciuto   | Sconosciuto |
| 9-17 | Vladimir Nikolayevich Orlov        | Sconosciuto   | Sconosciuto |
| 9-17 | Élie de Polyakov                   | Sconosciuto   | Sconosciuto |
| 9-17 | 6 concorrenti                      | Sconosciuto   | Sconosciuto |
| 9-17 | Sconosciuto                        | Sconosciuto   | Sconosciuto |